# Испанский язык в Латинской Америке

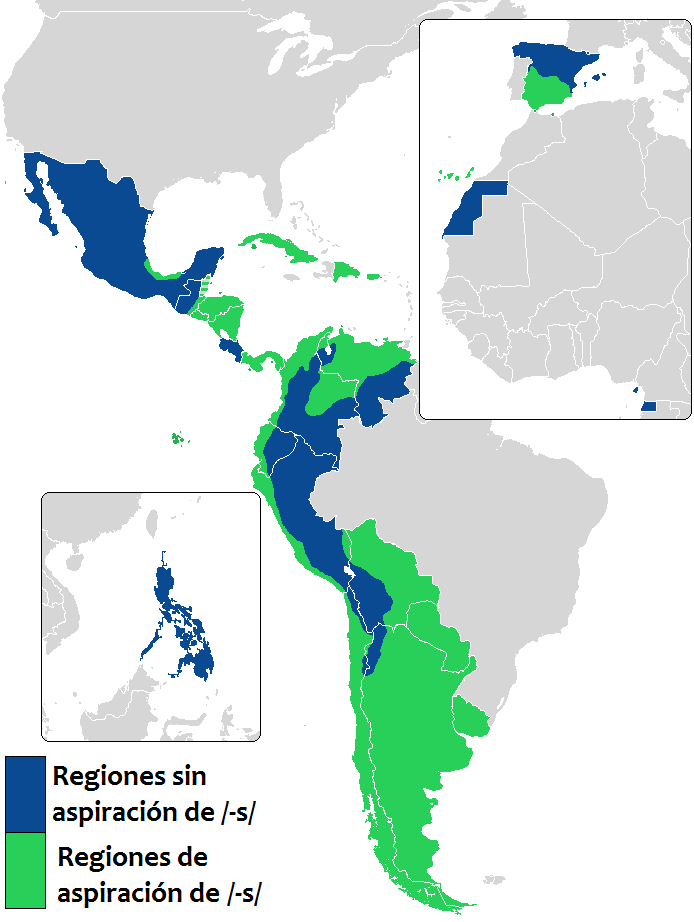
В испаноязычной Америке и Испании аспирация звука /s/ отделяет «горные» говоры от «прибрежных». Зелёным цветом выделены страны с использованием придыхательной согласной /s/, синим — без её использования

Испанский язык получил широкое распространение в Северной, Центральной и Южной Америке в эпоху Великих географических открытий. Испанская колонизация Америки началась в 1492 году, а политическое присутствие Испании в Новом Свете продолжалось до 1898 года (Испано-американская война). Испанский язык стал первым европейским языком, получившим широкое распространение в Новом Свете. В результате, более 90 % современных испаноязычных проживают в Западном полушарии, где испанский является самым распространённым родным языком по числу носителей. В момент своего наивысшего распространения (начало XIX века) испанский язык был официальным на обширных пространствах от канадской границы до устья Параны. Территориальная экспансия США привела к существенному уменьшению ареала данного языка на севере, в западной части тихоокеанского региона а также в Африке (где бывшие испанские владения заняло Марокко), но Завоевание пустыни, присоединение острова Пасхи и постепенная испанизация Белиза и регионов Москитового берега отчасти компенсировало эти утраты. Будучи плюрицентрическим языком, американские разновидности испанского языка ныне существуют в виде 19 национальных языковых вариантов, которые в целом отличаются от европейской разновидности языка по некоторому ряду общих признаков. Несмотря на это, расхождение между европейским и американскими вариантами невелико и, как правило, не препятствует взаимопониманию носителей. Последнее объясняется массовыми миграциями населения между европейским и американским ареалами, а также широким экспортом кинопродукции (особенно телесериалов) из одной страны в другую.

## История
В первые три столетия испанской колонизации в Америку переселилось свыше полумиллиона граждан Испании различного этнического происхождения, в основной своей массе это были безземельные кастильские идальго, но также мадридские чиновники и военные, священники из разных частей страны, мавры и евреи, спасающиеся от инквизиции, баскские моряки и прочие. В XIX — начале XX веке в страны Латинской Америки прибыло свыше 3 миллионов граждан Испании, среди них преобладали малоземельные галисийские и канарские крестьяне, а также политические беженцы. В языковом отношении в крупных, экономически важных колониях типа Мексики и Перу в местных разновидностях испанского языка стали преобладать достаточно консервативные мадридские нормы, принесённые туда мадридскими чиновниками и военными. В периферийных зонах (Аргентина, Венесуэла, Коста-Рика) и на островах Карибского моря получили распространение гораздо менее прескрипривные наречия торговцев и мещан из портовых городов Андалусии и Канарских островов.

## Общие черты
Общими чертами для всех без исключения американских разновидностей языка являются:
- Сесео, то есть полная замена фонемы /θ/ передаваемой на письме буквой z и буквосочетаниями ce, ci, на /s/.
- Предорсальная артикуляция фонемы /s/ (аналогичная русской) при апикально-алвеолярной (шепелявой) в европейской разновидности[1].
- Полная замена местоимения 2 л. мн. числа vosotros на ustedes, независимо от степени формальности ситуации.
- Широкое распространение йеизма, которое теперь, впрочем, характерно и для Испании.

К местным особенностям, которые характерны уже для отдельных регионов испаноязычной Америки относятся лениция -d и дебуккализация -s, а также восео, которое полностью исчезло в Испании, но сохраняется во многих (но далеко не всех) латиноамериканских странах. В плане интонации большинство латиномериканских разновидностей языка распадаются на горные (более обрубленные, с акцентом на согласные, особенно
-s) и прибрежные (более текучие, с акцентом на гласные). Они противопоставлены европейской, а также риоплатской разновидностям языка (в последней под влиянием южно-итальянских диалектов она приняла волнообразный неаполитанский характер).

## Региональные диалекты

### Северная Америка
- Мексиканский испанский

### Центральная Америка
- Белизский испанский
- Коста-риканский испанский
- Гватемальский испанский
- Гондурасский испанский
- Никарагуанский испанский
- Панамский испанский
- Сальвадорский испанский

### Карибский бассейн
- Кубинский испанский
- Доминиканский испанский
- Пуэрто-риканский испанский

### Южная Америка
- Амазонский испанский
- Андский испанский
- Боливийский испанский
- Чилийский испанский
  - Чилийского архипелага
- Колумбийский испанский
- Эквадорский испанский
- Парагвайский испанский
- Перуанский испанский
  - Испанский перуанского побережья
- Риоплатский испанский
- Венесуэльский испанский